# Apple M7
El "Apple M7" es un coprocesador diseñado por Apple Inc. que se encuentra en el interior del SoC A7. Se encarga de recolectar datos del giroscopio, el acelerómetro y la brújula. Entre sus variadas funciones, se encuentra la de conocer en qué momento estamos durmiendo y reducir el consumo de batería, o la de darnos una ruta automáticamente dependiendo de si vamos en coche o a pie.

## Productos que incluyen el chip M7
- iPhone 5S
- iPad Air
- iPad Mini con pantalla retina

- Datos: Q14898232
- Multimedia: Apple motion coprocessors / Q14898232